# Fugidinha
"Fugidinha" é uma canção gravada pelo cantor e compositor brasileiro Michel Teló, contida em seu primeiro álbum ao vivo Michel Teló - Ao Vivo. A canção tem autoria de Rodriguinho e Thiaguinho do grupo paulista de pagode Exaltasamba, que é interpretada por Michel Teló, a canção foi sucesso no programa O Melhor do Brasil da Rede Record e fez parte da trilha sonora da novela Malhação da Rede Globo durante dois anos.
"Fugidinha" teve muita repercussão no segundo semestre de 2010, fazendo com que o cantor ganhasse grande popularidade em todo Brasil. Por cinco meses consecutivos esteve no top 5 dos rankings das tabelas mensais da Billboard Brasil. Se tornou um grande sucesso popular que conquistou as mídias televisivas, e todo tipo de público.

## Paradas
| Paradas (2010)                                | Melhor posição |
| --------------------------------------------- | -------------- |
| Brasil Billboard (Hot 100 Airplay)            | 2              |
| Brasil Billboard (Hot Popular Songs)          | 1              |
| Brasil Billboard (Curitiba Hot Songs)         | 1              |
| Brasil Billboard (Porto Alegre Hot Songs)     | 1              |
| Brasil Billboard (Ribeirão Preto Hot Songs)   | 2              |
| Brasil Billboard (Campinas Hot Songs)         | 3              |
| Brasil Billboard (Belo Horizonte Hot Songs)   | 4              |
| Brasil Billboard (São Paulo Hot Songs)        | 10             |
| Chile (Airplay)                               | 46             |
| Portugal AFP (associação) (Top 30 Ring Tones) | 10             |

## Versão de Exaltasamba
A canção foi lançada também pelo grupo de pagode paulista Exaltasamba para seu álbum ao vivo Exaltasamba – 25 Anos Ao Vivo. A versão original foi composta por Thiaguinho, vocalista do grupo e por Rodriguinho, amigo de longa data do pagodeiro.
A canção inicialmente a música foi gravada por Thiaguinho e Rodriguinho e colocada no Youtube em abril de 2010, depois ele foi gravada pelo Exaltasamba no álbum 25 Anos Ao Vivo e pelo Michel Teló.